# Andrzej Wojciechowski (polityk)
Jerzy Andrzej Wojciechowski (ur. 5 kwietnia 1936 w Kosienicach) – polski działacz państwowy, nauczyciel, prezydent miasta Przemyśla (1977–1981), wojewoda przemyski (1981–1990).

## Biografia
Urodził się w rodzinie inteligenckiej. Od 1940 związany z Przemyślem, ukończył studia pedagogiczne. Pracował jako nauczyciel, był zastępcą dyrektora i dyrektorem Technikum Rolniczo-Łąkarskiego w Przemyślu. Absolwent Wieczorowego Uniwersytetu Marksizmu i Leninizmu. 
Od 1968 członek Polskiej Zjednoczonej Partii Robotniczej. W latach 1977–1981 należał do plenum i egzekutywy Komitetu Miejskiego PZPR w Przemyślu. W latach 1973–1974 pracował w aparacie partyjnym, a następnie był wicekuratorem oświaty i wychowania w Przemyślu. W latach 1977–1981 był prezydentem miasta Przemyśla. 10 marca 1981 został powołany na stanowisko wojewody przemyskiego. 31 maja 1990 złożył rezygnację z tego stanowiska. W wyborach w 1989 kandydował do Senatu w województwie przemyskim (zajął trzecie miejsce z poparciem 11,26% głosów).